# Оперативна съвместимост
Оперативна съвместимост (на английски: interoperability) е свойството на различни системи или организации да работят съвместно. Терминът се използва по-често в чисто технически смисъл, но има и по-широка употреба, при която се отчитат социални и политически фактори, влияещи на функционирането на организациите.
Американският Институт на електро и електронните инженери (IEEE – Institute of Electrical and Electronic Engineers) дава следната дефиниция на понятието:
способността на две или повече системи или компонента да обменят информация и да използват тази информация (the ability of two or more systems or components to exchange information and to use the information that has been exchanged).
Пътищата за постигане на оперативна съвместимост в технически смисъл са следните: чрез подходящо проектиране на продуктите, чрез партньорство между компаниите в съответния промишлен сектор и в професионалните среди, чрез осигуряване на достъп до технологии и патенти и чрез прилагането на стандарти.

## Телекомуникации
Особено важна е оперативната съвместимост в телекомуникациите, за да може обменът на данни и информации да става безпрепятствено. Пример за това е технологията WiMAX (Worldwide Interoperability for Microwave Access) която предоставя възможност за предоставяне на цял набор от услуги – от обмен на данни до мобилна гласова телефония.

## Софтуер
При програмирането оперативната съвместимост означава способността на различни софтуерни приложения да обменят данни, като използват общ набор от процедури, четат и записват общи файлови формати, използват общи протоколи или като се интегрират помежду си чрез предварително дефинирани приложни програмни интерфейси.

## Оперативната съвместимост като пазарен инструмент
Оперативната съвместимост трябва да е предмет на загриженост не само за тесните специалисти, тъй като може да има непосредствен ефект върху крайните потребители. Показателен за това е случаят на налагането на санкция на Майкрософт от страна на Европейската комисия (ЕК). През 2004 ЕК установява, че Майкрософт използва пазарното си надмощие и преднамерено ограничава оперативната съвместимост между сървърите, използващи Microsoft Windows и тези, използващи други операционни системи, запазвайки по този начин доминиращата си позиция на пазара на сървърни операционни системи – сърцевината на корпоративните мрежи.

## Българско законодателство
В България от 2009 г. е в сила Закона за електронното управление, в който в чл. 43, ал.1, се казва, че „Предоставянето на вътрешни електронни административни услуги и обменът на електронни документи между административните органи се извършват в условията на оперативна съвместимост“. Общите изисквания за оперативна съвместимост и информационна сигурност са предмет на специална наредба 